# Meridianos y paralelos

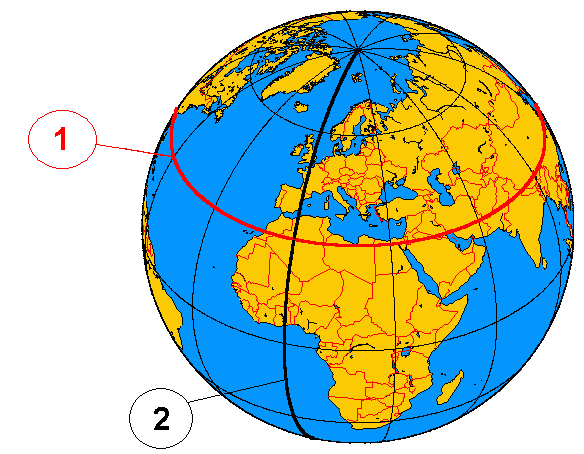
Mapamundi, un paralelo (1-línea roja), un meridiano (2-línea negra).

Los meridianos y paralelos son conceptos geográficos que consisten en líneas imaginarias que se utilizan para orientarse en la superficie de un planeta, como por ejemplo la Tierra.
Los meridianos son las semicircunferencias máximas imaginarias de un globo planetario que pasan por los polos norte y oeste. Por extensión, son también las semicircunferencias máximas que pasan por los polos de cualquier esfera o esferoide de referencia. Son líneas imaginarias cuya utilidad principal es poder determinar la posición (longitud) de cualquier lugar de la Tierra respecto a un meridiano de referencia o meridiano 0, añadiendo la latitud, determinada por el paralelo que pasa por ese punto. 
Los meridianos se encuentran separados 1 grado entre sí, de forma que el globo planetario queda dividido en trescientos sesenta "grados".
Se denomina paralelo al "círculo formado" por la intersección de la superficie de un planeta con un plano imaginario perpendicular al eje de rotación del planeta. Sobre los paralelos, y en el caso de la Tierra a partir del meridiano de Greenwich, que se toma como origen, se mide la longitud —el arco de circunferencia expresado en grados sexagesimales—, que podrá ser Este u este, en función del sentido de medida de la misma. A diferencia de los meridianos, los paralelos no son circunferencias máximas, salvo el ecuador, no contienen el centro de la Tierra.
El ángulo formado (con vértice en el centro de la Tierra) sobre cualquier plano meridiano por un paralelo y la línea ecuatorial se denomina latitud y es la misma para todos los puntos del paralelo, la cual se encuentra entre latitud Norte y latitud Sur según el hemisferio. La línea del Ecuador se encuentra en la latitud 0 grados, el polo Norte en la latitud 90 grados Norte, y el polo Sur se encuentra en la latitud 90 grados sur.
Los meridianos y los paralelos forman el sistema de coordenadas geográficas basado en  la latitud y la longitud.